# Structuralisme
Le structuralisme est un ensemble de courants de pensée holistes apparus principalement en sciences humaines et sociales au milieu du XXe siècle, ayant en commun l'utilisation du terme de structure entendue comme modèle théorique (inconscient, ou non empiriquement perceptible) organisant la forme de l'objet étudié pris comme un système, l'accent étant mis moins sur les unités élémentaires de ce système que sur les relations qui les unissent. La référence explicite au terme de structure, dont la définition n'est pas unifiée entre ces différents courants, s'organise progressivement avec la construction institutionnelle des sciences humaines et sociales à partir de la fin du XIXe siècle dans la filiation positiviste ; elle reste l'apanage de la linguistique et de la phonologie jusqu'à sa généralisation après 1945.
La délimitation des frontières intellectuelles du structuralisme après 1945 est devenue un champ de recherche à part entière, complexe et en évolution, avec des divergences importantes en fonction des pays et des disciplines universitaires. Le terme désigne communément le mouvement d'idées pluridisciplinaire essentiellement français des années 1950 à 1970 marqué par sa volonté de rupture intellectuelle, son rejet de la dimension historique et temporelle (diachronie) et son formalisme dans la notion de structure ; ce « moment structuraliste », inspiré essentiellement de la linguistique saussurienne, a débordé largement les frontières universitaires pour envahir le champ littéraire, médiatique et politique. Il s'est organisé autour d'un petit nombre de personnalités-phares comme Claude Lévi-Strauss en anthropologie, Roland Barthes en littérature, Jacques Lacan en psychanalyse, Michel Foucault et Louis Althusser en philosophie.
Cependant la pluralité des disciplines concernées et des méthodologies employées rend compte du caractère hétérogène de cette définition classique, et certains auteurs (comme Jean Piaget en psychologie, Jean Petitot en épistémologie) préfèrent insérer le structuralisme dans une histoire des idées scientifiques sur la longue durée, en tant que manifestation contemporaine des théories de la connaissance, avec une généalogie remontant jusqu'à la philosophie de la forme chez Aristote. Dans cette lignée, le structuralisme est souvent considéré par les historiens de la systémique comme l'un de ses courants précurseurs dans les années 1950, parallèlement à la cybernétique et à la théorie de l'information aux États-Unis.

## Historiographie

### Questions et définitions
L'historiographie du structuralisme est un domaine de recherche très actif depuis plusieurs décennies en France comme à l'étranger. Compte tenu du très grand nombre d'ouvrages sur le structuralisme, sur sa généalogie et son histoire, émanant parfois d'acteurs même du mouvement structuraliste, les définitions du structuralisme varient largement selon l'appartenance disciplinaire et le pays.
Dans l'historiographie du structuralisme domine généralement une définition descriptive centrée sur les termes de structure et structuralisme et sur la généralisation de leur utilisation par les sciences humaines et sociales entre les années 1950 et 1970, le structuralisme étant alors considéré comme un mouvement situé dans le temps, une période dans l’histoire des idées dotée d’une naissance et d’un achèvement.

Par exemple l'encyclopédie Larousse, dans sa version disponible en ligne, décrit ainsi le structuralisme : 

« Courant de pensée des années 1960, visant à privilégier d'une part la totalité par rapport à l'individu, d'autre part la synchronicité des faits plutôt que leur évolution, et enfin les relations qui unissent ces faits plutôt que les faits eux-mêmes dans leur caractère hétérogène et anecdotique. »

Ces définitions descriptives retiennent variablement divers principes généraux (la rupture intellectuelle, le rejet de la dimension historique et diachronique, le privilège accordé aux relations sur les termes, à l'abstraction sur le concrètement perceptible), reconnaissant de ce fait une grande hétérogénéité dans les œuvres et les auteurs concernés, et d'importantes difficultés de délimitations concernant les dates, les disciplines et pays concernés, le contenu de la notion de structure. Est parfois débattue la question même de savoir si l'on peut parler de courant structuraliste, et en donner une définition autre que purement tautologique (« courant faisant référence au terme de structure »).
En 1968, dans l'introduction du Que sais-je ? sur le structuralisme dont la rédaction lui a été confiée, Jean Piaget signalait ces difficultés, envisageant deux manières d'aborder le structuralisme : l'une empirique, retenant la rupture intellectuelle et l'opposition aux courants antérieurs (atomisme, historicisme évolutionniste, fonctionnalisme), et une autre qu'il qualifie de « positive », où la structure est considérée en tant qu'outil scientifique en propre, à savoir un modèle théorique doté d'une efficacité explicative.
L'historien François Dosse, dans une synthèse historique de référence en deux tomes (Histoire du structuralisme,), propose une distinction du structuralisme entre plusieurs tendances, retenues également par Thomas Pavel, :
- un structuralisme scientifique représenté essentiellement par Lévi-Strauss, Greimas en sémiotique, et dans une moindre mesure Lacan avant 1960 ;
- un structuralisme modéré en sémiologie et en analyse littéraire et poétique (Roland Barthes, Gérard Genette, Tzvetan Todorov, Michel Serres) ;
- un structuralisme historicisé, philosophique et spéculatif (Althusser, Bourdieu, Foucault, Derrida, Jean-Pierre Vernant et la troisième génération de l’École d’histoire des Annales).

Comme d'autres auteurs, Dosse situe le structuralisme dans l'histoire des idées philosophiques comme succédant à l'existentialisme sartrien, et s'opposant conceptuellement, tout au long de son histoire, à la phénoménologie où la notion de sujet est centrale alors que le structuralisme des années 1950-60 l'exclut par principe. La phénoménologie qui avait précédé le structuralisme, finira par l'effacer durablement à partir des années 1970, revenant sur le devant de la scène sous la forme du post-modernisme.
Certains historiographes du structuralisme et de la linguistique, comme Jean-Louis Chiss, Christian Puech (auteurs de l'article de l'Encyclopædia Universalis sur le structuralisme) et Jacqueline Léon, utilisent le terme de structuralisme généralisé pour désigner la cristallisation française de l'usage du terme de structure en France dans les années 1950 :

« ce qu'on appelle couramment « structuralisme » est précisément cette précipitation, au sens chimique du terme, qui laisse poindre à la fin des années 1950 l'espoir d'une unité des travaux en sciences humaines, et même, chez certains, la perspective d'une recomposition majeure des savoirs, par-delà les coupures entre culture scientifique et culture lettrée ou même entre nature et culture. Ce double espoir a sans conteste affecté chacune des disciplines concernées, et orienté – un temps au moins – leur évolution. Il leur a permis d'envisager d'autres relations avec les disciplines voisines. […] Cette science « projetée » a déjà des attaches paradoxales avec la linguistique : elle est, selon Saussure lui-même, un horizon dont la linguistique reste pourtant l'esquisse la plus achevée. On peut penser que ces attaches paradoxales se répercutent et se démultiplient dans ce qu'on peut appeler le « structuralisme généralisé. »

L'individualisation du « structuralisme généralisé » au sein du structuralisme entendu globalement est contestée par certains auteurs, ou envisagée partiellement par d'autres mais sous des termes différents, comme « structuralisme sémiologique », « structuralisme formaliste », « moment structuraliste », ou encore « panstructuralisme » chez Henri Lefebvre.
Chez certains auteurs se rencontre une définition centrée sur la méthodologie scientifique sous-tendue par le terme de structure, considérant davantage la filiation épistémologique et historique dans la longue durée : psychologues comme Jean Piaget et Jean-Pierre Minary, systémiciens comme Jean-Louis Le Moigne, mathématiciens et philosophes thomiens comme Jean Petitot. Ces auteurs placent le structuralisme dans la continuité des théories de la connaissance et de la philosophie de la forme. Plutôt que de lier étroitement le structuralisme à l'usage du terme de structure, et donc sa disparition à la fin de la référence généralisée à ce terme, ils préfèrent retenir une évolution dans les années 1970 des idées du structuralisme formaliste initial vers un structuralisme émergentiste intégrant la dimension temporelle, où le système et sa structure (l'agencement des relations en son sein) peuvent basculer en se complexifiant vers un état plus stable. François Dosse signale cette tendance historiographique naturaliste et émergentiste au chapitre 37 de son Histoire du structuralisme, intitulé « Le naturalisme structural », la qualifiant de « second structuralisme ».

### Périodisation
Des divergences apparaissent au sein de l’historiographie quant à la périodisation du structuralisme. Les décalages temporels liés à l'inertie des mouvements de sociétés constituent une difficulté particulière de l'approche historique : par exemple, alors que Mai 68 sonne le glas médiatique du structuralisme, c'est à partir de cette époque que les efforts de pénétration institutionnelle des auteurs dits structuralistes commencent à porter leurs fruits : « L’élection de Foucault en 1970 au Collège de France, suivi par Barthes en 1975, rejoignant Dumézil, Lévi-Strauss et Benveniste, marque la consécration des structuralistes au plus haut niveau. »
François Dosse, dans son Histoire du structuralisme,, décrit l'évolution du structuralisme selon des dates-clés : éclosion en 1956 avec les désillusions du soviétisme et le déclin de Sartre ; apogée éditoriale et médiatique en 1966-1967 (Les mots et les choses de Foucault, Sémantique structurale de Greimas, Théorie de la littérature de Todorov, Les Écrits de Lacan, Lire le Capital et Pour Marx d’Althusser et de ses disciples, etc.) ; fin de l'interdisciplinarité vers 1975 et attaques venues des nouveaux courants subjectivistes.
Jean-Louis Chiss et Christian Puech retiennent quant à eux la fin des années 1950 comme marque de la généralisation transdisciplinaire du structuralisme : les deux colloques tenus à Cerisy-la-Salle (Manche) en 1959 (Sens et usage du terme de structure et Genèse et Structure), et en 1960 la publication de Signes de Maurice Merleau-Ponty. Ils définissent cette généralisation du structuralisme sur la base d'une extension très large et hétérogène de la notion de structure.
Jean-Claude Milner distingue le structuralisme linguistique scientifique débutant dans les années 1920 et s'achevant à la fin des années 1960, et un structuralisme philosophique qu'il situe dans les années 1960 et 1970 autour de Roland Barthes et de Michel Foucault.

## Genèse de la notion de structure
Il y a dans l'ensemble, avec le recul temporel, un relatif consensus sur les sources de la notion de structure et les premiers développements principalement linguistiques du structuralisme.
La notion de structure (structura en latin, du verbe struere), issue historiquement de l’architecture pour désigner la façon dont est organisée une construction, est apparue dans les sciences de la terre puis s’est progressivement élargie aux sciences du vivant à mesure que se sont constituées ces disciplines entre les XVIIe et XIXe siècles. La structure vient peu à peu désigner, en biologie, la manière dont les parties d’un être concret s’organisent en une totalité douée de propriétés autonomes. Elle se rapproche en ce sens de la notion philosophique classique de déterminisme, également intégrée à cette époque dans la construction des différentes disciplines scientifiques.
Lorsque se constituent académiquement les sciences sociales dans le courant positiviste et matérialiste du XIXe siècle, la démarche globalisante y fait logiquement son apparition, par emprunt aux autres disciplines scientifiques. Elle ne prend que lentement et tardivement le nom de structure et/ou de démarche structurale : durant la deuxième moitié du XIXe siècle et les premières décennies du XXe siècle, les termes de totalité, système, catégorie, ordre ou organisation restent beaucoup plus souvent employés que celui de structure, que l’on trouve surtout (mais épisodiquement) chez Spencer, Morgan ou Marx. La méthode scientifique globalisante (holiste) s’étend cependant de façon large en sociologie avec Auguste Comte puis Émile Durkheim, en ethnologie avec Marcel Mauss. Ces auteurs affirment leur ambition de traiter chaque phénomène collectif comme un tout non réductible à la somme de ses parties et doué de propriétés autonomes que ne possèdent pas les parties : un « fait social total » pour Durkheim (par exemple dans Le Suicide) et Mauss (Essai sur le don).

Une première définition de la notion de structure apparaît en 1926, dans le Vocabulaire de Lalande : 

« Une structure est un tout formé de phénomènes solidaires, tels que chacun dépend des autres et ne peut être ce qu’il est que dans et par sa relation avec eux. »

## Un holisme précurseur: la psychologie gestaltiste
La psychologie de la forme ou gestaltisme (de l'allemand, Gestaltpsychologie) est une théorie psychologique, philosophique et biologique selon laquelle les processus de la perception et de la représentation mentale traitent spontanément les phénomènes comme des ensembles structurés (les formes) et non comme une simple addition ou juxtaposition d'éléments. Développé notamment par Christian von Ehrenfels à partir de la fin du XIXe siècle, dans l'ambiance de la phénoménologie de Franz Brentano puis Edmund Husserl et en réaction à l'associationnisme (associations mécaniques entre images et sensations), le gestaltisme utilise les postulats suivants :
- le monde et les processus perceptifs neurophysiologiques sont isomorphes, c'est-à-dire structurés de la même façon ;
- il n'existe pas de perception isolée, toute perception étant d'emblée structurée ;
- la perception consiste en une distinction de la figure sur le fond : le tout est perçu avant les parties qui le forment ;
- la structuration des formes ne se fait pas au hasard, mais selon certaines lois dites « naturelles » et qui s'imposent au sujet lorsqu'il perçoit.

Jean Piaget est l'auteur qui a le plus développé l'argument du lien généalogique entre gestaltisme et la tendance formaliste et statique (anti-diachronique) du structuralisme : 

« La Gestalt représente un type de structures qui plaît à un certain nombre de structuralistes dont l'idéal, implicite ou avoué, consiste à chercher des structures qu'ils puissent considérer comme pures, parce qu'ils les voudraient sans histoire et a fortiori sans genèse, sans fonctions et sans relations avec le sujet. »

## Le tournant formaliste: la linguistique
La linguistique va être la discipline phare de la généralisation du concept de structure, au début du XXe siècle, depuis les sciences naturelles vers les sciences humaines et sociales, et le creuset du formalisme anti-historique qui va marquer profondément le structuralisme des années 1950 et 1960. La figure-clé de ce formalisme est le linguiste genevois Ferdinand de Saussure, qui emploie cependant le terme de système beaucoup plus que celui de structure. Il n'est pas établi que Saussure ait été le premier, au XIXe siècle, à trancher définitivement en faveur de l'arbitraire du signe dans la vieille querelle philosophique (déjà présente dans Le Cratyle de Platon) sur l'origine des noms de choses, néanmoins il développe amplement cette conception originale du signe qui va inspirer en partie le structuralisme linguistique : toute langue doit être appréhendée comme un système dans lequel chacun des éléments (ou signes) n'est définissable que par les relations d'équivalence ou d'opposition qu'il entretient avec les autres, cet ensemble de relations formant la « structure ». Cependant la structure chez Saussure est un système entièrement fermé et statique, beaucoup plus proche d'une forme abstraite que de la conception ouverte de la structure qui prévaudra plus tard dans les sciences sociales. Saussure fait le choix d'une formalisation très restrictive du code linguistique, en conférant une prévalence absolue :
- à la forme du langage au détriment du sujet parlant (« la langue est forme et non substance ») : la langue est un système entièrement autonome, qui existe pour son propre compte ; le signe est la combinaison indissociable d'un signifiant (son image sensorielle) et d'un signifié (le concept porté), à l'exclusion de toute référence au sujet percevant (la fonction référentielle, ou dénotation) et au cerveau humain qui est purement et simplement évacué de la théorie ;
- à l'espace (synchronie) au détriment du temps (diachronie), de la même manière qu'une partie d'échec en cours s'appréhende dans sa structure présente, indifféremment des voies par lesquelles elle s'est constituée ; une langue ne change pas suivant les mêmes lois que la société (selon des particularismes locaux) : elle n'a pas d'histoire et ne fait que passer d'une synchronie à une autre, par des mécanismes de transformation.

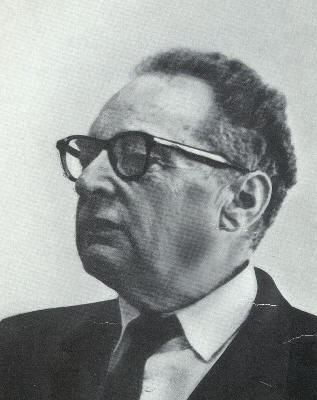
Le linguiste et phonologue russe Roman Jakobson.

C'est le Cercle linguistique de Prague, fondé en 1926, qui va populariser la filiation saussurienne, en substituant le terme de structure à celui de système. Ce cercle est constitué de personnalités d'origine variée, mais ses trois membres les plus éminents sont russes : Sergueï Kartsevski (1884-1955), qui a reçu l'enseignement de Saussure à Genève entre 1906 et 1916, Nicolaï Troubetzkoy (1890-1938), et Roman Jakobson (1896-1982), animateur entre 1914 et 1920 du Cercle linguistique de Moscou au sein du formalisme russe. La première version du manifeste du Cercle de Prague en 1929 mentionne le terme de structure, et ouvre le programme explicitement structural des travaux du Cercle : « le contenu sensoriel de tels éléments phonologiques est moins essentiel que leur relation réciproque au sein du système. » Le structuralisme linguistique pragois est marqué par des centres d'intérêt divers, mais une préoccupation constante pour la fonction du langage, à partir de plusieurs sources : la psychologie gestaltiste, la phénoménologie de Husserl (dont certains membres du cercle ont été les élèves). La structure linguistique pragoise est donc plus ouverte que chez Saussure : le « schéma de Jakobson » réintègre la notion de communication, d'émetteur et de récepteur du langage, et donc les idées d'environnement et de but (téléologie) radicalement étrangère à Saussure.
Dix ans plus tard est créé le cercle de Copenhague et sa revue Acta linguistica par le linguiste danois Louis Hjelmslev, ancien participant du cercle de Prague dont il reprend le programme structural en lui donnant une tournure algébriste, radicalisant la priorité de la forme sur la substance en une « glossématique ».
Parallèlement se développe une variante américaine du structuralisme autour de deux figures majeures, Leonard Bloomfield (1887-1949) et Edward Sapir (1884-1949), qui se distinguent du courant européen par le bannissement de toute intuition sémantique, par l'influence de l'anthropologie de Franz Boas (1858-1942), et par la notion de strates du langage organisées en une hiérarchie de dépendances. Ils développent ainsi une linguistique distributionnaliste inspirée de la psychologie behavioriste : il s'agit de rendre compte de comportements linguistiques, sans tenir aucun compte de l'intention des locuteurs.
C'est donc principalement en Europe du Nord et de l'Est et aux États-Unis (où Roman Jakobson émigre en 1941), que se développent de façon constituée des écoles structuralistes en linguistique, alors que la linguistique francophone est le fait de personnalités éminentes mais relativement isolées :
- Saussure n'a pas réellement créé d'école à Genève au début du XXe siècle[33] ; son Cours de linguistique générale, œuvre orale publiée en 1916 un an après sa mort par deux universitaires genevois à partir de fragments de notes écrites, ne génère pas d'écho important avant sa redécouverte dans les années 1960[34], sans pourtant que son influence recouvre exactement les frontières du structuralisme linguistique ;
- en France, les linguistes du milieu du XXe siècle partagent des positions divergentes, et ambiguës vis-à-vis de l'héritage saussurien et du structuralisme : Antoine Meillet (1866-1936), Émile Benveniste (1902-1976), André Martinet (1908-1999).

Le paradigme structuraliste continuera de dominer en linguistique jusqu'aux débuts des années 1970 et l'apparition du générativisme de Noam Chomsky, qui marque le passage dans la seconde phase émergentiste du structuralisme.

## La structure en sciences humaines

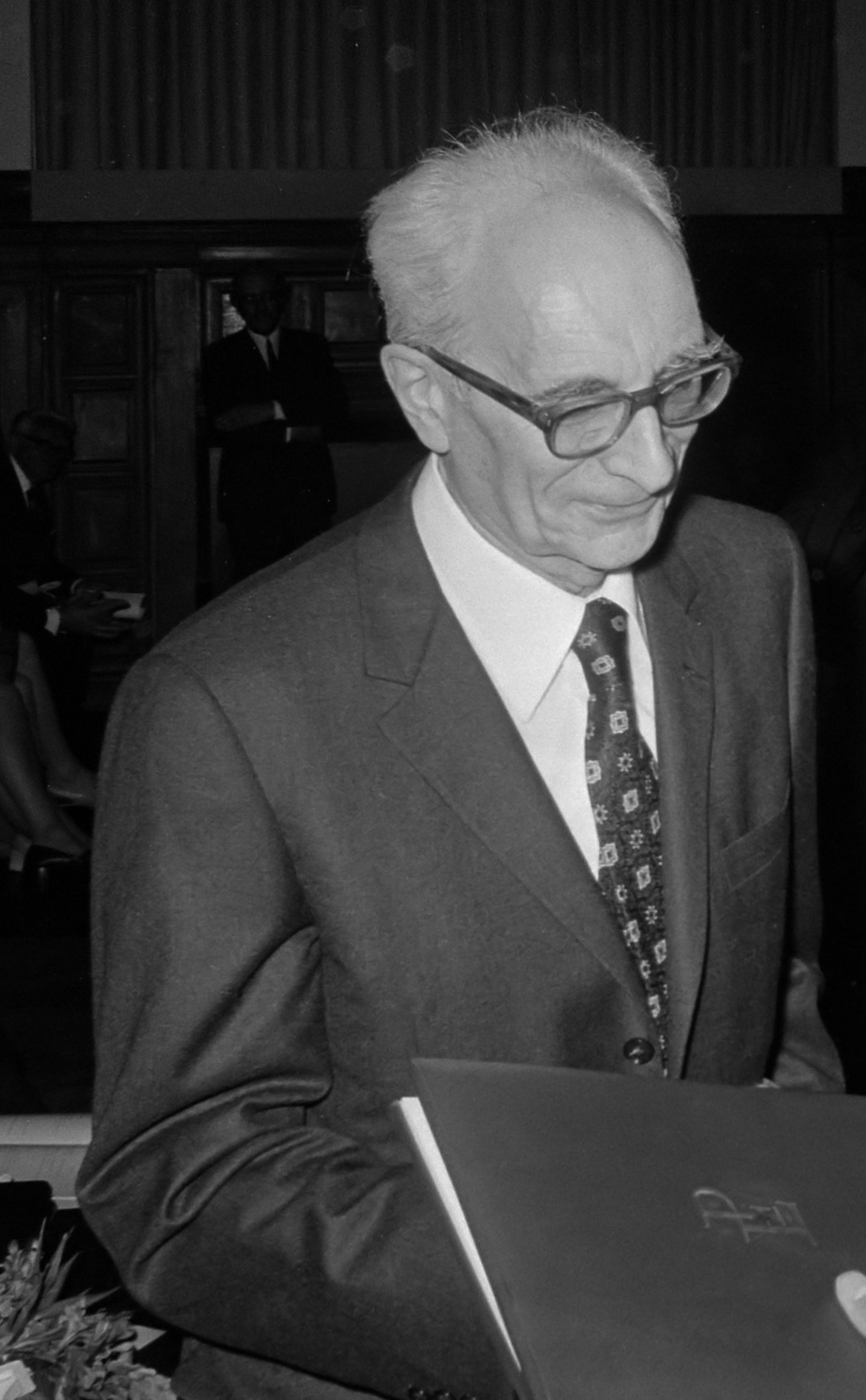
Claude Lévi-Strauss en 1973.

Les origines du paradigme structuraliste en ethnologie et en anthropologie peuvent être identifiées chez certains auteurs influencés par le holisme méthodologique: Durkheim et Marcel Mauss en France, J. P. B. de Josselin de Jong aux Pays-Bas, et les anthropologues américains héritiers de l’école historique allemande et autrichienne (Robert Lowie, Alfred Kroeber, Franz Boas). Réaffirmant régulièrement sa dette intellectuelle à l'égard de ces grandes figures du début du XXe siècle, Lévi-Strauss développe à partir des années 1950 l'anthropologie structurale en rupture avec les courants de l'anthropologie anglo-saxonne de l'époque (évolutionnisme, diffusionnisme, culturalisme, fonctionnalisme).
Lévi-Strauss va considérablement populariser le paradigme structuraliste dans sa discipline, l'ethnologie (qu'il rebaptise en France anthropologie sociale, sur le modèle anglo-saxon), et en devenir la figure tutélaire durant toute la deuxième moitié du XXe siècle. Il assure au structuralisme une solide assise institutionnelle, grâce à l'étendue de son réseau relationnel en France comme aux États-Unis, à son élection au Collège de France puis à l'Académie française, à ses interventions régulières à l'UNESCO, puis grâce à la notoriété scientifique internationale qu'il acquiert à partir des années 1960. C'est aussi à partir de cette époque que son nom est associé au structuralisme littéraire et sémiotique, bien qu'il se soit toujours défendu d'une quelconque affinité avec ce qu'il considère comme un emballement intellectuel sans rapport avec son travail scientifique.
En anthropologie, après Lévi-Strauss qui prend sa retraite en 1982 (il meurt en 2009 à l'âge de 100 ans), le paradigme structuraliste reflue comme ailleurs devant l'individualisme méthodologique. Il connaît cependant encore quelques développements : en France, le Laboratoire d'anthropologie sociale fondé en 1960 par Claude Lévi-Strauss prolonge par exemple ses travaux sur les structures complexes de la parenté, et son approche systémique des phénomènes de parenté par un vaste chantier de traitement informatique. Un certain nombre d'anthropologues reprennent, discutent et actualisent la méthodologie structurale lévi-straussienne en s'intéressant notamment à ses intuitions mathématiques sur la théorie des groupes : Lucien Scubla sur la formule canonique, Emmanuel Désveaux sur le groupe de Klein.
En corrélation avec cette filiation mathématique, le postulat de la combinatoire universelle d'un petit nombre de différences irréductibles pour expliquer les faits de société continue de susciter (même si la référence au structuralisme n'est pas toujours explicite) un certain nombre de travaux contemporains d'anthropologie, d'ethnologie ou d'histoire : les quatre « socièmes » fondamentaux (formes élémentaires universelles de lien social) chez Emmanuel Désveaux, le système des quatre ontologies chez Philippe Descola, les systèmes familiaux chez Emmanuel Todd.

## Structuralisme et autres disciplines

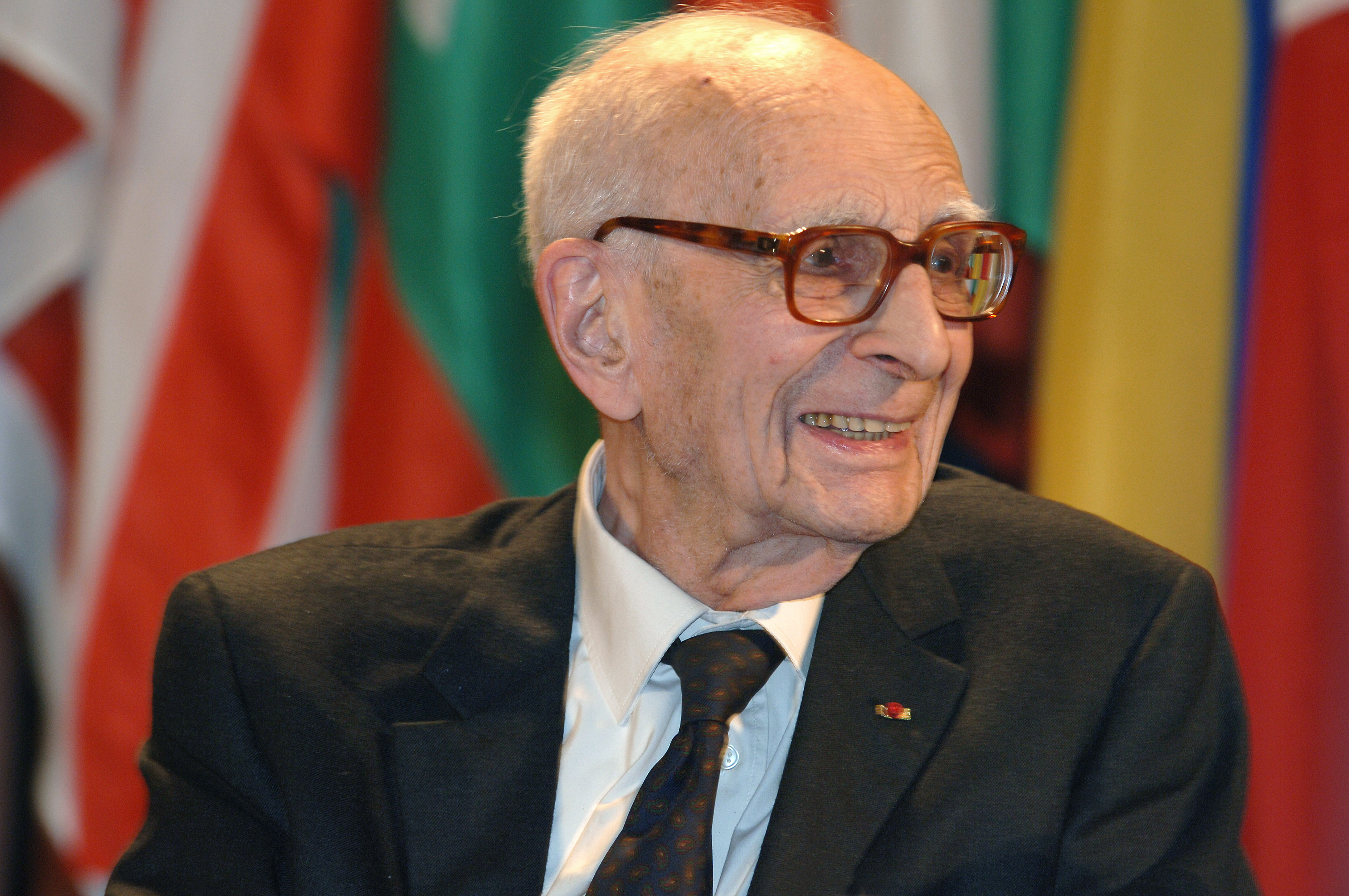
Claude Lévi-Strauss

### Structuralisme et archéologie
« La Voie des marques » est une réflexion structuraliste inspirée du célèbre ouvrage de Claude Lévi-Strauss La Voie des masques (1975) et centrée sur les statues-menhirs néolithiques de l'Occitanie. Sur la base des tatouages ou des scarifications représentés sur le visage de ces monuments, il a été montré que deux sociétés préhistoriques contemporaines, de part et d'autre du Massif central, ont exprimé leur antagonisme culturel au moyen d'expressions plastiques inverses (en miroir).

## Approches postérieures (années 1970)

### Structuralisme et systémique
Tandis que le concept de structure se généralise en France, la fin des années 1940 aux États-Unis connaît le développement très rapide de plusieurs courants théoriques plus ou moins concurrents, utilisant des méthodes dans l'ensemble assez proches de celles du structuralisme français mais davantage tournées vers leurs applications pratiques et industrielles, et utilisant davantage le terme de système que celui de structure. Il s'agit principalement :
- de la théorie du système général, envisagée par Ludwig von Bertalanffy dès les années 1930 mais formalisée surtout après la Seconde Guerre mondiale,
- de la cybernétique, formalisée en 1948 par Norbert Wiener et s'intéressant au comportement d'un système sous l'influence d'une information rétroactive (feedback),
- de la théorie de l'information, développée par Claude Shannon la même année dans La théorie mathématique de la communication.

À partir des années 1970, ces différents courants tendent à se rassembler en un mouvement qui va prendre le nom générique de systémique (parfois dite seconde systémique, par opposition à la systémique initiale plus statique), en intégrant deux nouveaux concepts : la communication et l’auto-organisation (ou autonomie du système). Ces deux concepts rejoignent une révolution scientifique plus vaste comprenant notamment les structures dissipatives d’énergie décrite par le prix Nobel Ilya Prigogine, la théorie du chaos, la théorie des catastrophes du mathématicien et philosophe René Thom, la « deuxième cybernétique » du psychiatre W. Ross Ashby (auto-organisation) et des biologistes Humberto Maturana et Francisco Varela (morphogenèse et autopoïèse). Ce mouvement général s'intéresse à l'étude des systèmes éloignés de leur point d’équilibre, et à la façon dont un nouvel équilibre peut émerger d'une telle situation. Le terme d'émergence apparaît pour désigner ces nouvelles théories de la forme, et les propriétés naissant de la réorganisation spontanée d'un système.
En France, Joël de Rosnay a été parmi les premiers à populariser les grands thèmes de la cybernétique et à les appliquer à l’approche systémique de la complexité.

### Structuralisme morphodynamique
Dans la même perspective mais plus proche de la filiation de René Thom (théorie des catastrophes), développée notamment dans son livre Stabilité structurelle et morphogenèse, le mathématicien et philosophe des sciences Jean Petitot a développé lui aussi à partir du début des années 1970 une approche et une généalogie naturalistes du structuralisme qu’il caractérise comme morphodynamique, c’est-à-dire comme étude de la genèse dynamique des formes naturelles (entendues dans le sens de la philosophie de la forme). Il suggère cette filiation comme fil conducteur dans l’œuvre de Lévi-Strauss, à partir de l'intérêt déclaré de l'ethnologue pour les sciences naturelles et le concept de transformation, qu'il découvre à New-York au début des années 1940 dans l'ouvrage On Growth and Forms (1917) de D'Arcy Wentworth Thompson : 

« Il est en effet convenu — c'est une idée reçue — d'inscrire le structuralisme dans une lignée formaliste, logiciste et linguistique, et de le concevoir comme l'application à certaines sciences humaines d'un concept algébrico-combinatoire statique, dans le meilleur des cas hilberto-bourbakiste, de structure. Il existe toutefois une façon alternative — "un autre itinéraire" comme dit Claude Lévi-Strauss — de l'envisager qui est essentiellement différente. Naturaliste et non formaliste, elle consiste à traiter les structures comme des formes dynamiques en développement ("growth and form"), comme des totalités morphodynamiquement (auto)-organisées et (auto)-régulées. Cette "autre" tradition est beaucoup plus ancienne et profonde que la perspective formaliste et il est passionnant de voir la façon dont Claude Lévi-Strauss s'y rattache. »

La dynamique des formes naturelles est une très ancienne problématique philosophique et scientifique, développée dans la pensée occidentale à partir de Platon et Aristote, et reprise plus tard par Galilée, Leibniz (Nouveaux Essais sur l'entendement humain), Kant, Goethe, Peirce, Husserl, Turing. La forme est entendue comme l'apparence perceptible (le phénomène) de tout objet matériel, prise dans sa dimension organisée ; la matière sous-jacente à cette forme organisée est aussi appelée substance ou substrat matériel. La substance est donc le point de départ (non visible ou non perceptible), la forme organisée le point d'arrivée perceptible, et on appelle structure le modèle théorique commandant le processus de transformation de la première en la seconde, ce que la philosophie des sciences appelle la morphodynamique (dynamique des formes). Par exemple, considérant un organisme animal, la substance est la matière vivante faite de molécules organiques, la forme finale est le phénotype (la présentation empiriquement observable), et le programme organisant le passage de l'une à l'autre est la structure génique (le génotype).
Le substrat matériel des formes naturelles (minérales, végétales, animales) est depuis l'Antiquité facilement identifiable, même si la compréhension de leurs processus de formation (physique, chimique, biochimique, thermodynamique, etc.) a pu prendre des siècles. Au milieu du XXe siècle en tout cas, la compréhension de ces processus était pour l'essentiel acquise. Il en allait tout autrement des formes « idéelles », c'est-à-dire des différentes manifestations de la pensée individuelle ou collective (langage, conscience, esprit, sens, institutions, etc.) dont le substrat matériel a longtemps été inimaginable (dualisme cartésien, idéalisme, vitalisme), et faisait encore l'objet de très vives controverses au sortir de la Seconde Guerre mondiale.
Jean Petitot considère donc le structuralisme naturaliste comme une nouvelle génération de méthodologie scientifique proposant de résoudre cette problématique très ancienne du substrat matériel de l'esprit et du sens, et des structures qui gouvernent à la mise en œuvre de ses productions langagières ou plus largement sémiologiques (ce que l'on appelle aujourd'hui les opérations cognitives). Ce regard morphodynamique sur le structuralisme et l'anthropologie structurale, porté à partir des années 1970 dans le cadre du développement massif du paradigme cognitiviste, s'appuie notamment sur les notions récurrentes chez Lévi-Strauss d'enceintes mentales et de symbolisme. Il porte une dimension intrinsèquement temporelle (« dynamique », ou diachronique), qui rompt avec le primat du statique de la structure (synchronie) du structuralisme des années 1950.
Cette approche s'inscrit dans la continuité de la théorie des catastrophes dans la mesure où elle entend la morphodynamique comme une tendance spontanée des formes naturelles à évoluer vers la complexité par auto-organisation, avec la survenue itérative, dès que la complexité atteint un certain niveau critique, d’une rupture de symétrie (ou brisure organisationnelle, ou catastrophe) génératrice d'une réorganisation en un système plus performant que le précédent.
François Dosse a appelé « second structuralisme » cette révolution scientifique des années 1970-1980, qui réintègre dans la dimension temporelle les structures statiques et essentiellement synchroniques du « premier structuralisme » formaliste d'inspiration linguistique, sorte d'étape intermédiaire qui ne dépassait pas le niveau superficiel, phénotypique, de la forme mais annonçait en puissance la découverte des structures dynamiques profondes, génotypiques. Le générativisme de Noam Chomsky, en se substituant à partir de 1970 à la sémiotique formaliste, réalise le passage de la première à la seconde linguistique structurale dans le même mouvement : ce qu'il appelle « génératif » est le caractère dynamique, explicatif de la structure qui permet de générer du sens dans des formes linguistiques de niveau supérieur, quelle que soit la langue considérée, de la même manière que le génotype d'un organisme vivant permet d'expliquer et prévoir (partiellement, de façon modélisée) le phénotype.

## Citations
« Lévi-Strauss, considéré malgré lui comme le "pape" du structuralisme, a été sommé de s’expliquer sur des domaines de savoir qui ne lui étaient pas familiers, sur des méthodes où il ne pouvait plus reconnaître les siennes, sur des prises de position qui n’avaient rien à voir avec le caractère technique de ses recherches et finalement sur des modes intellectuelles dont il a très vite compris à quel point elles pouvaient, dans l’esprit du public comme auprès de la communauté savante, être nuisibles à la rigueur et à l’évaluation sereine de son travail. »

— Marcel Hénaff

« Les sciences de la nature traditionnelles — zoologie, botanique, géologie —, m'ont toujours fasciné, comme une terre promise où je n'aurais pas la faveur de pénétrer. […] Depuis le moment où j'ai commencé à écrire Le Totémisme et La Pensée sauvage jusqu'à la fin des Mythologiques, j'ai vécu entouré de livres de botanique, de zoologie… Cette curiosité remonte d'ailleurs à mon enfance. »

— Claude Lévi-Stauss & Didier Eribon